# Lusafrica
Lusafrica (volledige naam: Productions Lusafrica) is een onafhankelijk platenlabel gevestigd in Parijs, Frankrijk. Het bedrijf werd in 1988 opgericht door José da Silva (geboren in 1959 in Praia, Kaapverdië). Het was de eerste multinationale platenmaatschappij in Kaapverdië en een van de eerste in Frankrijk.
Lusafrica bracht eerst vooral platen uit van artiesten uit Kaapverdië en andere Portugeestalige landen. Later ging het label ook muziek uitbrengen van artiesten uit andere landen, zoals Mali en Cuba.

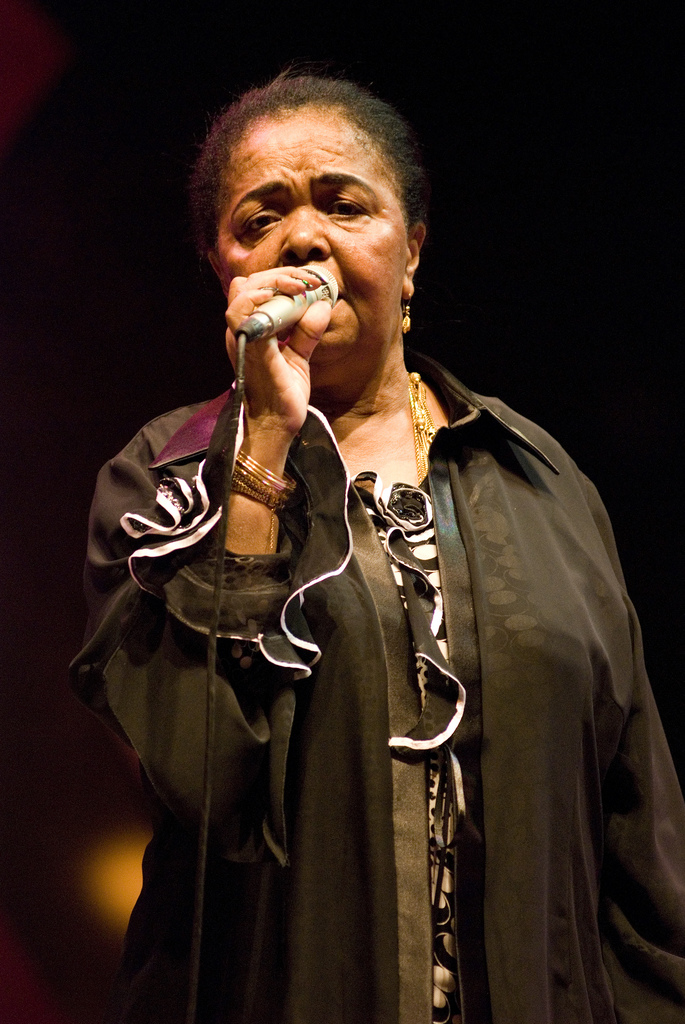
Cesária Évora, de eerste artiest van Lusafrica

## Geschiedenis
Lusafrica werd opgericht in 1988. Lusafrica bracht toen het album La Diva aux pieds nus uit van de Kaapverdiaanse zangeres Cesária Évora. José da Silva had haar een jaar daarvoor voor het eerst horen zingen in een restaurant.
Het album werd een groot succes en Évora werd een goedverkopende artiest. Van het album Miss Perfumado uit 1992 werden ruim 500.000 exemplaren verkocht. In 2004 won Évora een Grammy Award in de categorie wereldmuziek.
Door het succes van Cesária Évora kon Lusafrica meer artiesten contracteren. Eerst contracteerde hij andere Kaapverdiaanse artiesten. Later ook artiesten uit andere landen zoals Angola en Cuba, waaronder een Cubaanse reggaeton-act.
Maar in de vroege jaren 2000 verloor Lusafrica geld. Het bedrijf moest bezuinigen en personeel ontslaan. Na het overlijden van Cesária Évora in 2011 verloor Lusafrica aan populariteit en moest het verder inkrimpen.
In 2012 won Lusafrica de Womex Label Award. De catalogus van Lusafrica was begin 2012 uitgegroeid tot bijna 3000 titels.

## Artiesten
Voorbeelden van artiesten die bij Lusafrica muziek hebben uitgebracht:
- Cesária Évora
- Tito Paris
- Boubacar Traoré
- Lura
- Chiwoniso Maraire
- Tcheka
- Teófilo Chantre
- Fantcha
- Simentera
- Nancy Vieira
- Lucibela
- Bonga